# Gut Vrestorf

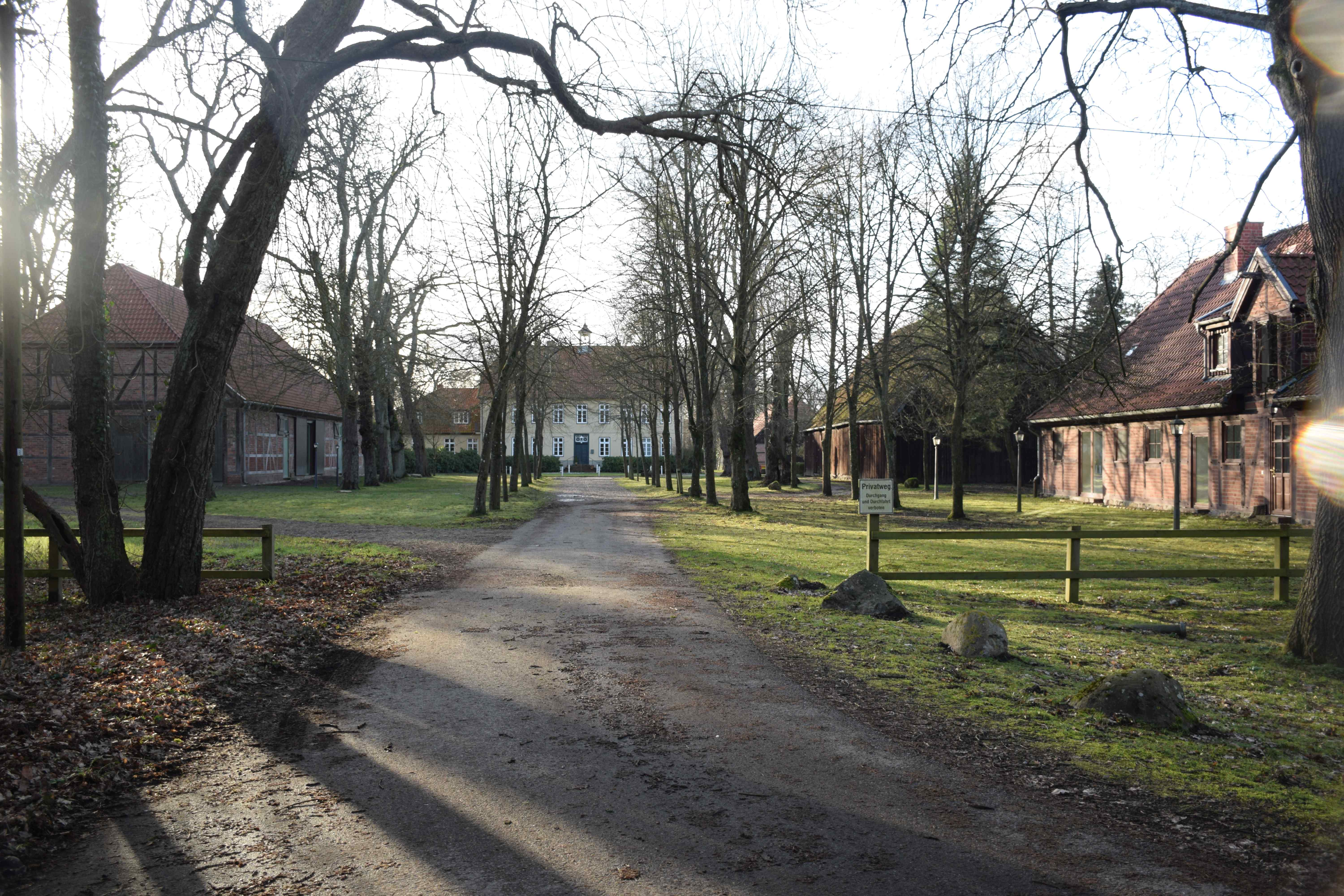
Gut Vrestorf

Das Gut Vrestorf gehört zum Flecken Bardowick im niedersächsischen Landkreis Lüneburg. Vrestorf liegt östlich der Ilmenau und ist somit vom Ortskern Bardowick durch diese getrennt. Im Osten grenzt es an einen Kiefern-Buchen Mischforst.
Die Gutsanlage ist ein geschichtliches und städtebauliches Denkmal, das überwiegend aus Fachwerkbauten aus der 1. Hälfte des 19. Jahrhunderts besteht.

## Geschichte
Das Gut geht möglicherweise auf einen befestigten Bardowicker Burgmannshof zurück. Im 13. Jahrhundert nannten sich Mitglieder der miteinander verwandten Adelsgeschlechter von Estorff und von Schack teilweise nach ihrem Wohnort de Esdorpe oder de Frestorpe.
Ein Angehöriger der Familie Schack ist 1282 erstmals auf Gut Vrestorf nachgewiesen. 1330 ging der Hof von der Familie Schack an Albrecht van der Mölen, den Bürgermeister von Lüneburg, über. Sein Enkel trat den Hof 1395 an das Kloster Lüne ab.

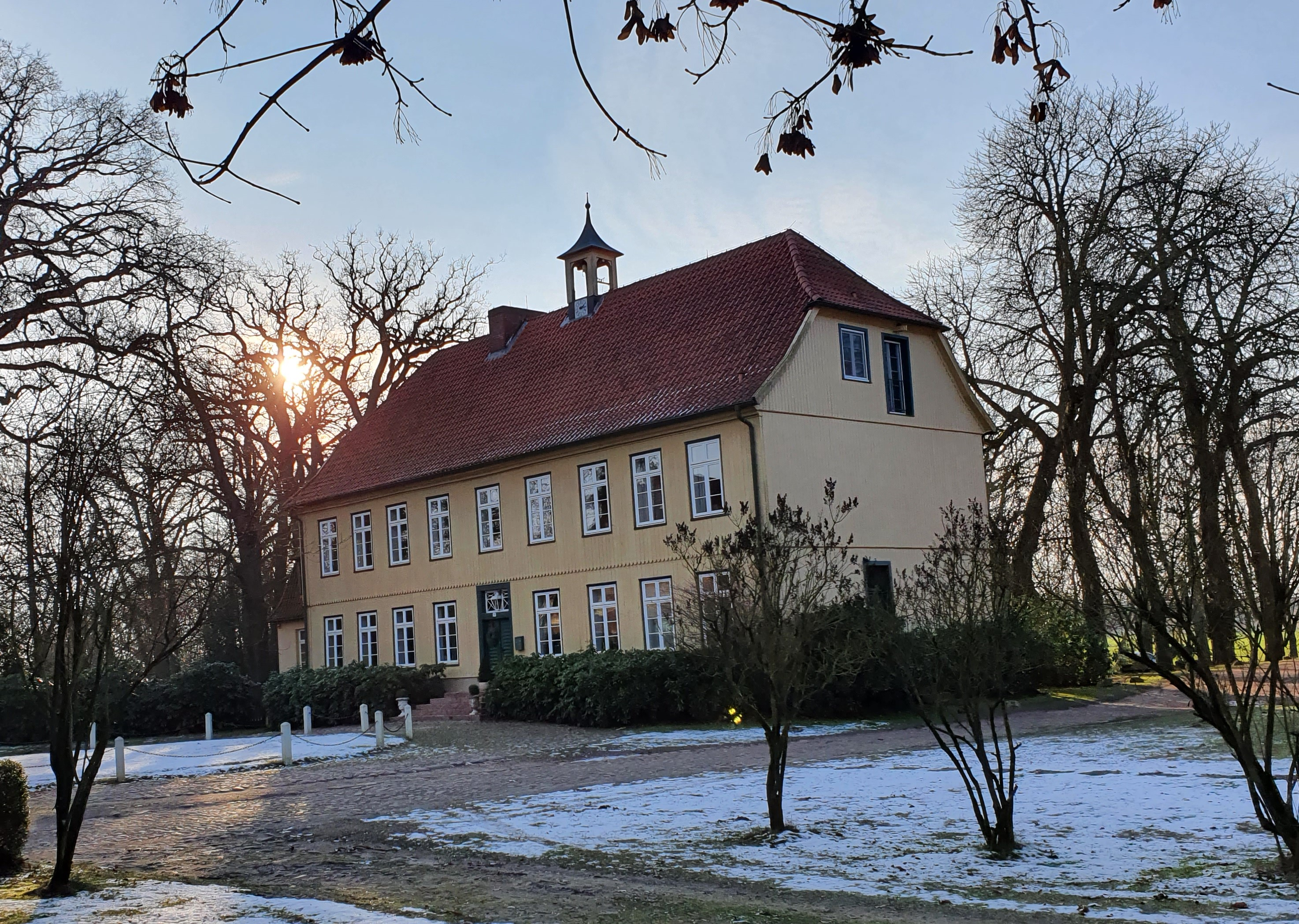
Herrenhaus

Im Fürstentum Lüneburg, zu dem das Gut Vrestorf damals gehörte, führte Ernst I. ab 1527 die Reformation ein. Im Zuge dessen zog Herzog Ernst I. die Güter des Klosters Lüne ein und gab das Gut Vrestorf 1539 Heinrich Garlop, dem Bürgermeister von Lüneburg, als Lehen. 1558 verstarb Garlop, und Herzog Wilhelm der Jüngere verlieh es an Balthasar Klammer, seinen Kanzler.
Die Lehensbindung des Gutes wurde 1573 aufgehoben. Otto Klammer, der Sohn von Balthasar Klammer, veräußerte das Gut an die Familie von Witzendorff. Von 1579 bis 1661 war das Gut verpfändet, es kam danach wieder an die Familie von Witzendorff zurück. Von 1750 an war das Gut im Besitz von Elisabeth Sophie von Rhöden, einer Schwester Georg Wilhelm von Witzendorffs. Ihr verschuldeter Sohn Ernst Friedrich Wilhelm von Rhöden musste das Gut 1769 Wilhelm von Jonquières überlassen. 1773 folgte als nächster Besitzer des Gutes Ludwig Jobst Christian von Oldershausen, und ab etwa 1780 August Hieronymus von Witzendorff. 1802 kaufte das Gut Johann Franz Reinecke, der spätere Maire von Bardowick.
Seine Gläubiger verkauften das Gut 1825 an Victor Konrad von Müller. Seitdem blieb das Gut in Familienbesitz (Stand 2015). Victor Konrad von Müller verlegte das Gut an seinen heutigen Standort, nachdem es häufig unter Überschwemmungen gelitten hatte. Auch ließ er die 1803 abgebrannten Gutsgebäude wieder aufbauen, um 1830 entstand das heutige Herrenhaus.
Carl Victor von Müller, ein Vetter von Victor Konrad von Müller, erbte das Gut nach dessen Tod. Sein Enkel Victor von Müller nahm das zuvor verpachtete Gut in Eigenbewirtschaftung. Erben wurden seine beiden Töchter, Erica von Rantzau, die Ehefrau von Cuno von Rantzau, und Amélie von Stralenheim. Nachdem das Gut über Jahrzehnte hinweg gemeinsamer Besitz der beiden Familien von Rantzau und von Stralenheim geblieben war, wurde Eberhard von Rantzau 1992 Alleinbesitzer.